# Mao Feng
Mao feng (毛峰) é um termo na produção de chá denotando o coletar de duas folhas de mesmo tamanho. Chás Mao feng possuem uma forma larga, curvada e achatada. É considerada uma das formas mais requintadas para folhas de chá.
Chás Mao feng incluem chá Huang Shan Mao Feng, um dos chás mais famosos da China é o Keemun Mao Feng.